# Gavúnovití
Gavúnovití (Atherinidae) je čeleď paprskoploutvých ryb z řádu gavúni (Atheriniformes). Jedná se převážně o mořskou čeleď, vyskytující se v mořích téměř celého světa. Sladkovodní zástupci pochází zejména z vod Austrálie, Severní a Jižní Ameriky. Čeleď zahrnuje třináct rodů.